# ルイス・ゴメス
ルイス・ゴメス（Luis Oswaldo Gómez Cáceres、1972年5月20日 - ）は、エクアドルの元サッカー選手。元エクアドル代表。ポジションはミッドフィールダー。

## 来歴
2001年9月に2002 FIFAワールドカップ・南米予選でエクアドル代表デビュー。予選では南米2位でエクアドル史上初となる2002 FIFAワールドカップ出場権を獲得した。2002 CONCACAFゴールドカップにも出場した。また、出場機会は無かったが2002 FIFAワールドカップのメンバーにも選ばれた。2003年までに12試合に出場、1得点をあげた。

## 代表歴

### 出場大会
- エクアドル代表
  - 2002 FIFAワールドカップ

### 試合数
- 国際Aマッチ 12試合 1得点（2001年-2003年）[1]

| エクアドル代表 | 国際Aマッチ | 国際Aマッチ |
| 年             | 出場        | 得点        |
| -------------- | ----------- | ----------- |
| 2001           | 4           | 1           |
| 2002           | 7           | 0           |
| 2003           | 1           | 0           |
| 通算           | 12          | 1           |